# 巴黎地鐵14號線
巴黎地铁14号线（法語：Ligne 14 du métro de Paris）是法國巴黎地铁最新通车的地铁线路，于1998年启用。本线自巴黎市区西北部的圣但尼普莱耶尔站起，呈西北－东南走向穿越巴黎市区心脏地带，最后西拐入巴黎东南部的奥利机场站。为巴黎地铁中第一条完全自动化的线路，而该线路本身亦称为「东西快速地铁」（Météor，MÉTro Est-Ouest Rapide）。

## 历史

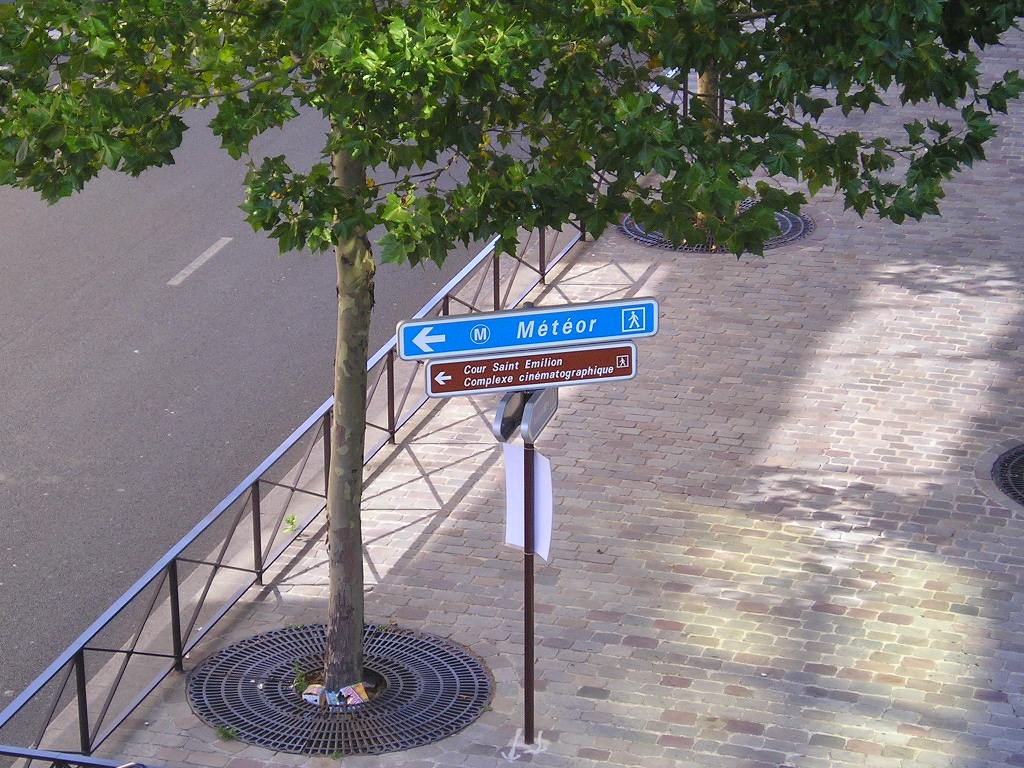
14号线地面先前的指示牌上还写着「Météor」

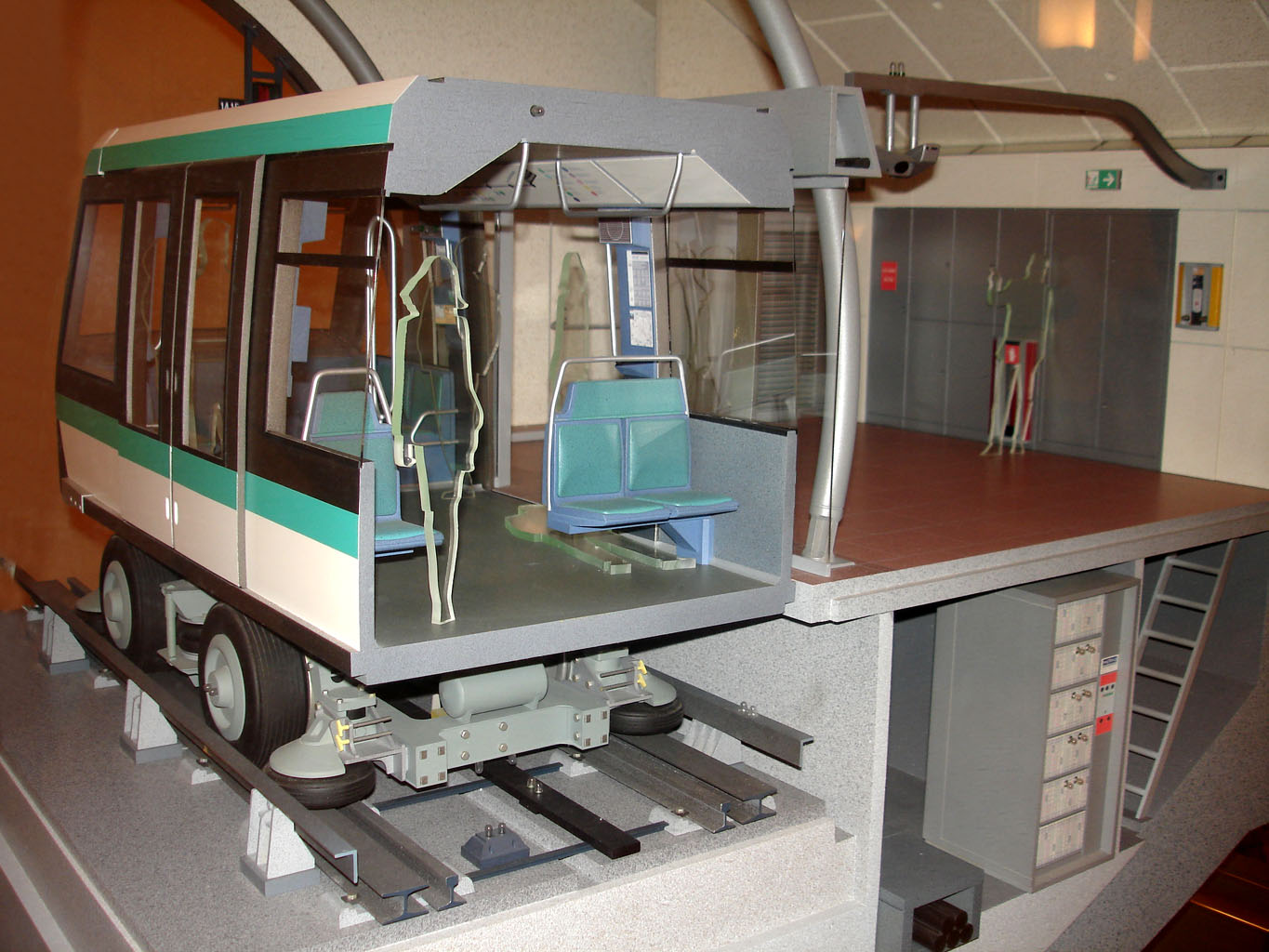
14号线列车和月台闸门模型

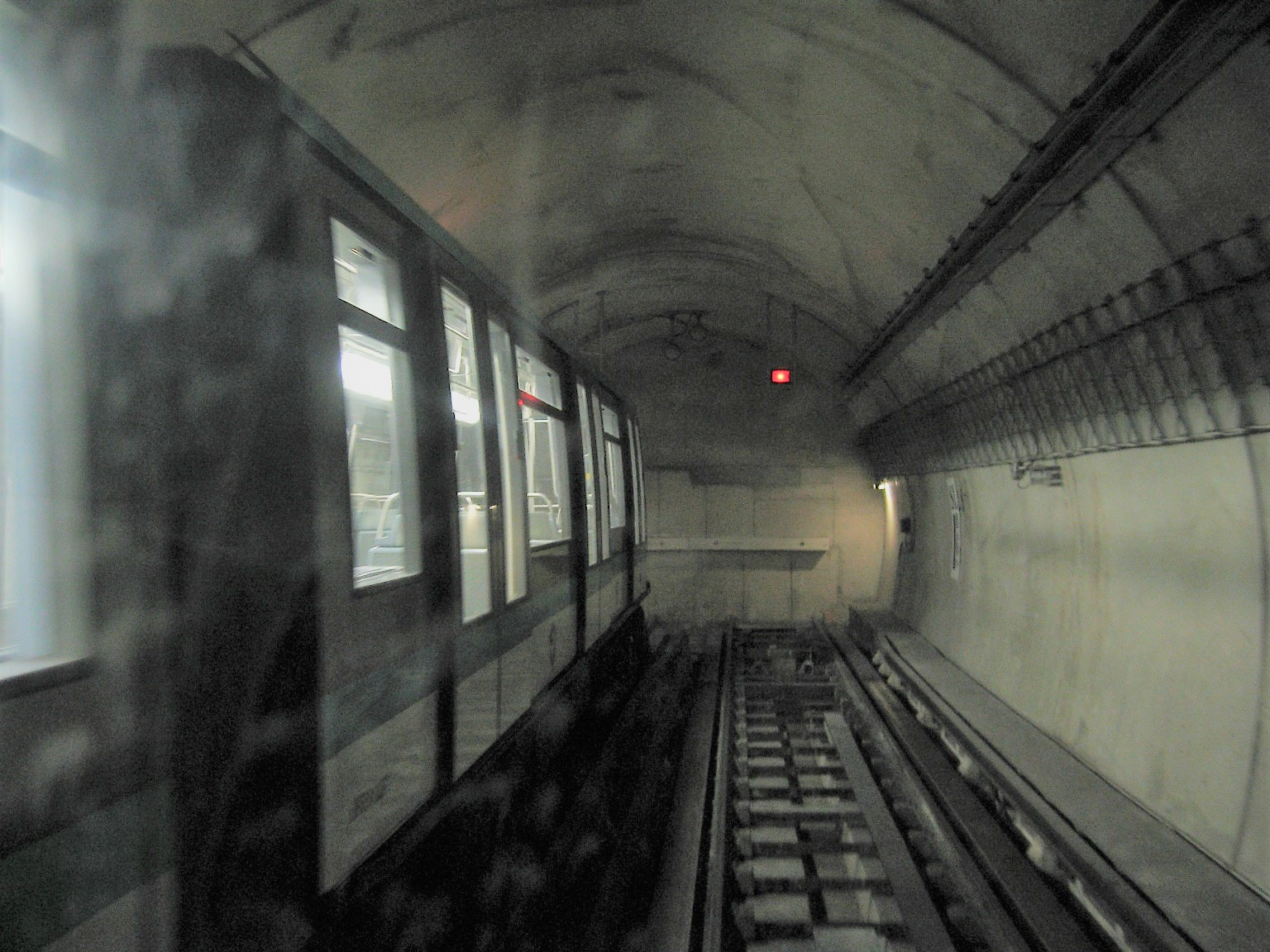
圣拉扎尔站的路轨尽头

巴黎地铁路网中最早通車的1号线自啟用以来，客流量常年居高不下，成为巴黎地铁系统一大困擾。1960年代至1970年代，运营商巴黎大众运输公司为此开通了平行的大区快铁A线以缓解1号线的负担。不料A线开通不到10年，客流量很快也跟着饱和了，当局尽管改进了讯号系统，升级到驾驶运作及维护辅助系统（SACEM），但对于持续增长的使用量仍然是远水难解近渴。
于是在1986-1987年间，大众运输公司和国家铁路公司各自提出了一个缓解东西向客流的计划：国铁修建一条新的大区快铁，即东西快铁（ÉOLE），连接西部和东部郊区，后来演变成大区快铁E线；大众运输公司则修建东西快速地铁，计划连接西部的马约门和东南部的白楼区，并穿过发展迅速的巴黎左岸街区。但很快，西部终点改往圣拉扎尔，目的是为了在未来发展中能够取代13号线在北部的支線，降低13号线在巴黎北郊运作的难度。
該新線计划为沿A线前行一段，穿越巴黎心脏地带，在其它线路的下方穿行，线路深度、站台长度、车站间距和行驶速度都远高于其它地铁线，最重要的是，该线路設定為巴黎地铁中首条全自动无人驾驶的地铁线路。
- 1989年10月13日，法国总理米歇尔·罗卡尔宣布了东西快速地铁计划和东西快铁计划。但由于短期内财政不足以支援完全部工程，两个计划都被缩减，东西快铁只连接市中心和东部郊区，东西快速地铁只连接玛达肋纳堂和法国国家图书馆。此后至1992年底，经过三年的准备，工程于1993年7月开工。

- 14号线的施工采用长80米，重达1100吨，名为「Sandrine」的掘进机进行掘进施工，工作日昼夜24小时趕工。掘进隧道位于含水层地下25米处，直径达8.6米，每月向前掘进350米，并且地质状况良好。线路下穿7条地铁、上穿2条大区快铁，以及4个停车场。穿越塞纳河的河底隧道采用了传统的沉管法进行施工，工程在1994年9月28日完工。

- 1995年土木工程完工后开始铺设路轨，从3月开始，历时两年。1997年5月26日第一辆列车开始试运行，先是试验手动驾驶，然后才改为自动驾驶。

- 1998年10月15日，这条全新的14号线通车使用，法国总统雅克·希拉克为线路开通剪彩。

- 2003年12月16日，线路从马德莱娜站向北延伸一站至圣拉扎尔站，线路客流量因此暴增30%。

- 2007年6月27日，线路从弗朗索瓦·密特朗图书馆站向西南延伸一站至奥林匹亚德站。
- 14号线于2020年12月向北延长4站，新增兩座車站延长至聖旺市政府站，與13號線交會，分擔其運量，並連接13號線的兩條支線。[1][2]

14号线作为首条自动化的巴黎地铁，尽管经历过几次电路和讯号故障，但给整个地铁系统带来了巨大的影响。在14号线之后，1号线等其它地铁线路也开始进行自动化改造，其中包括安装14号线引领的月台幕门。

## 车站列表

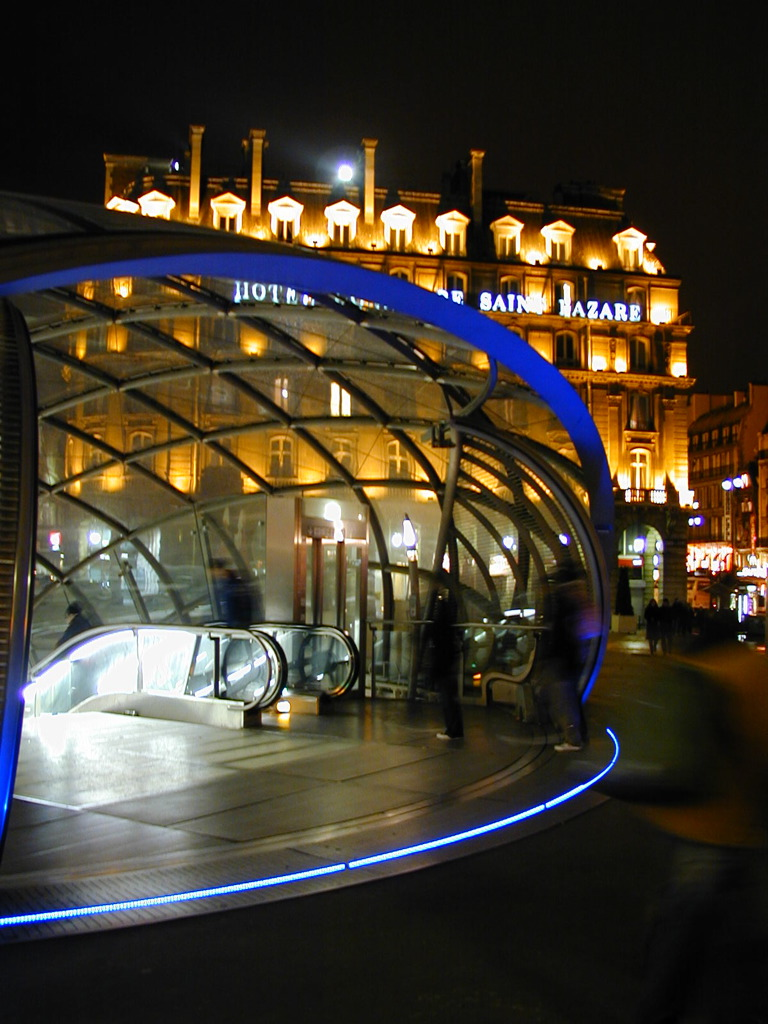
圣拉扎尔站出口的圆形天窗

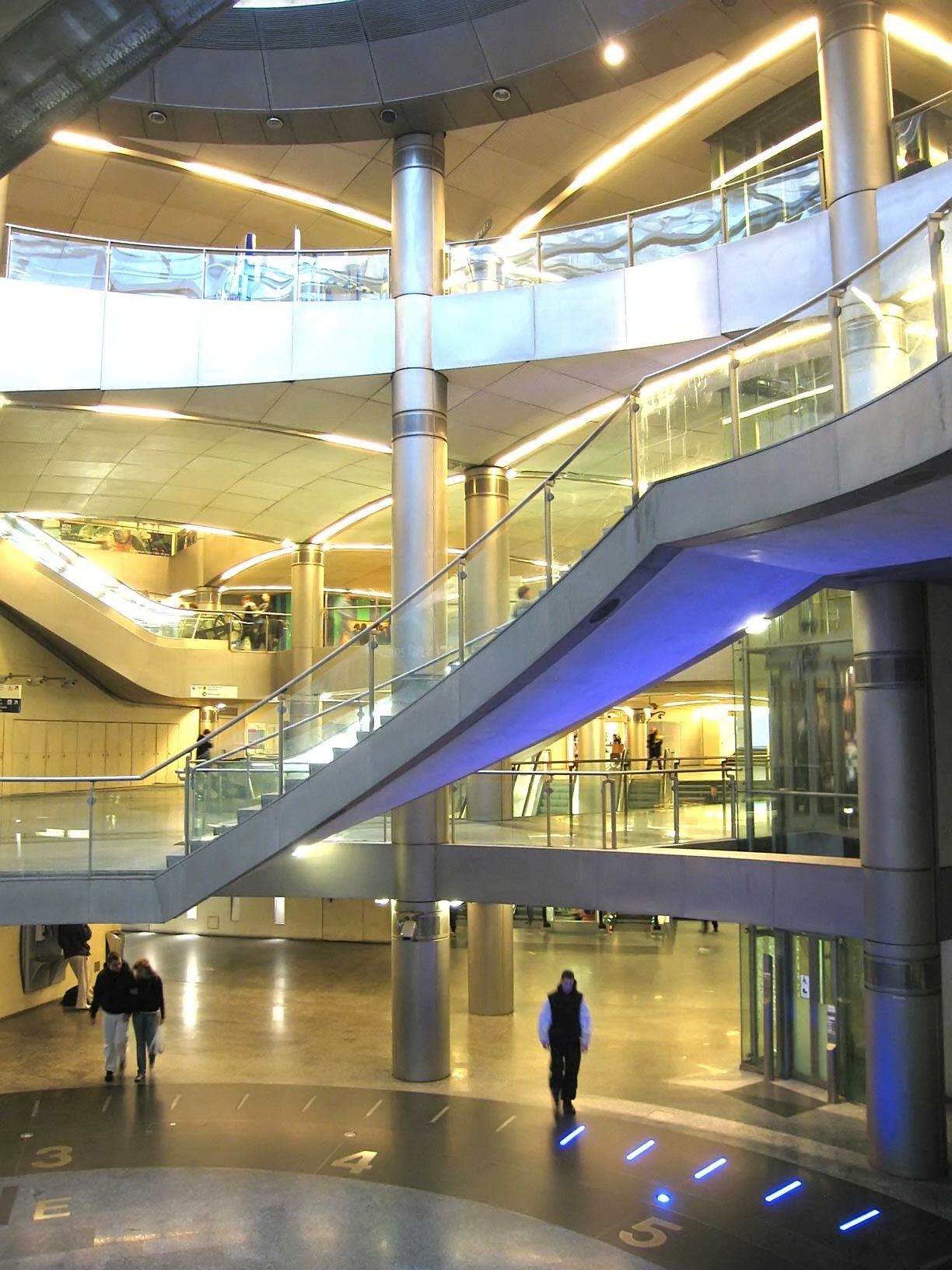
圣拉扎尔站的垂直通道

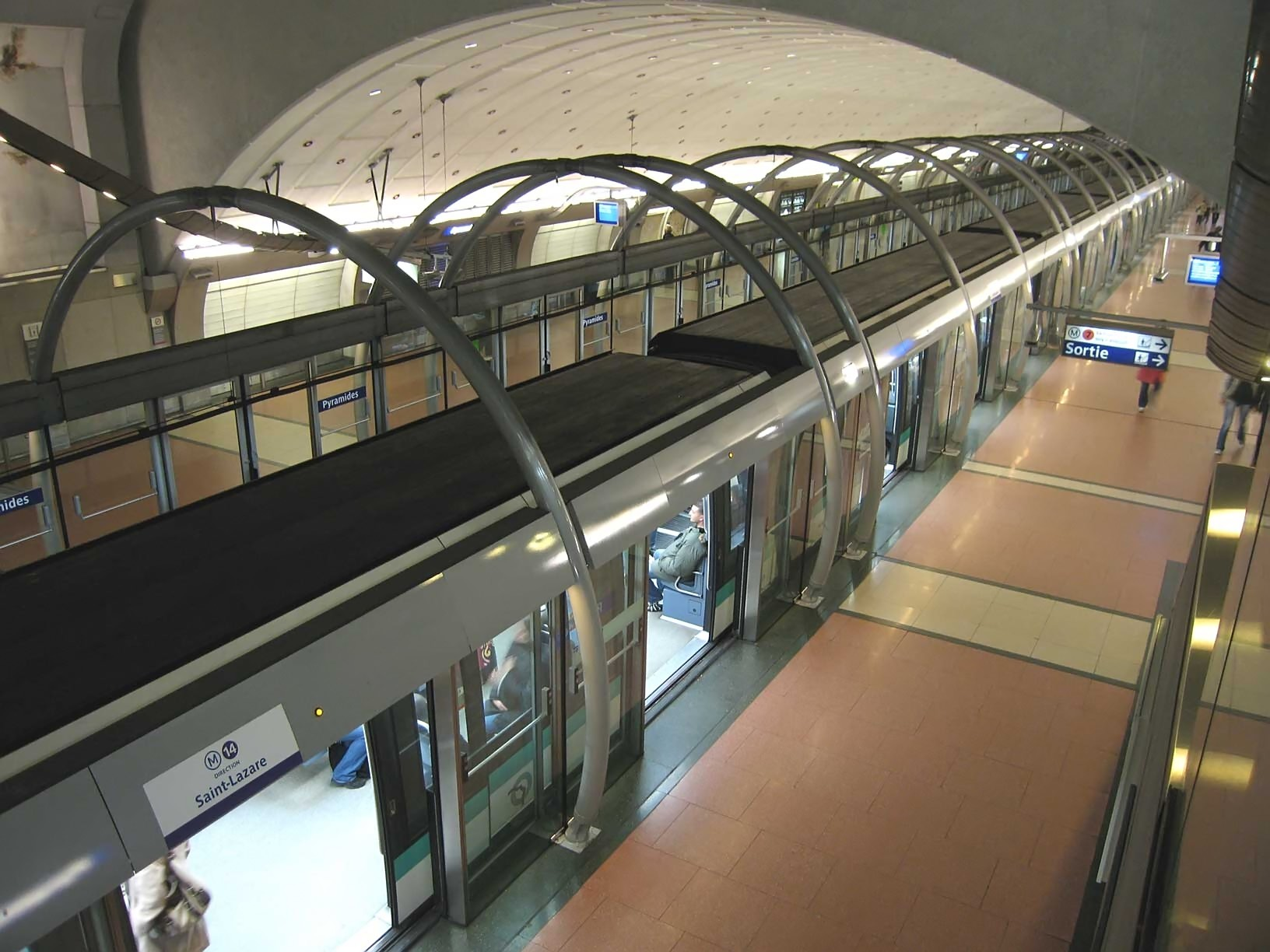
金字塔站

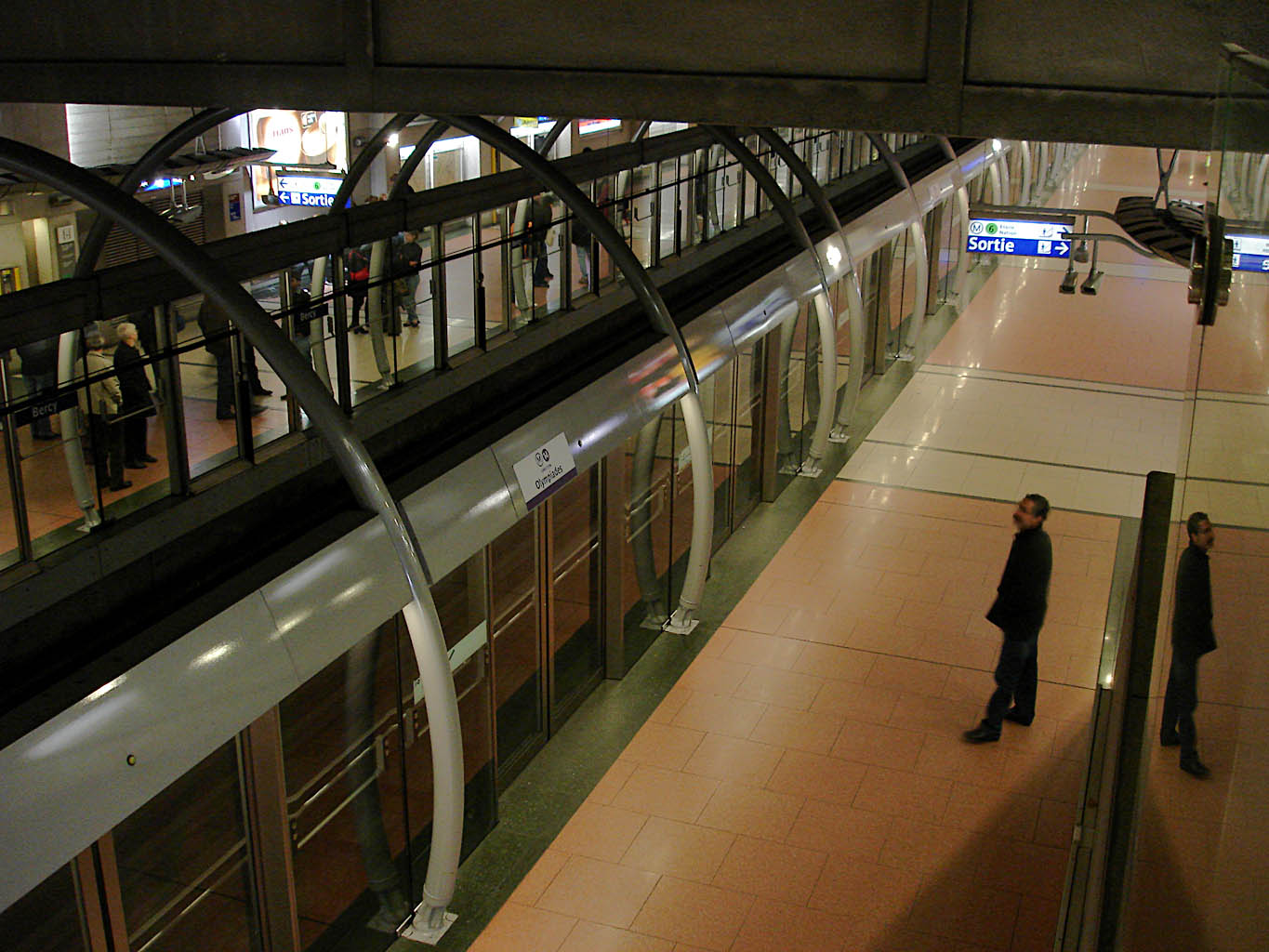
贝尔西站

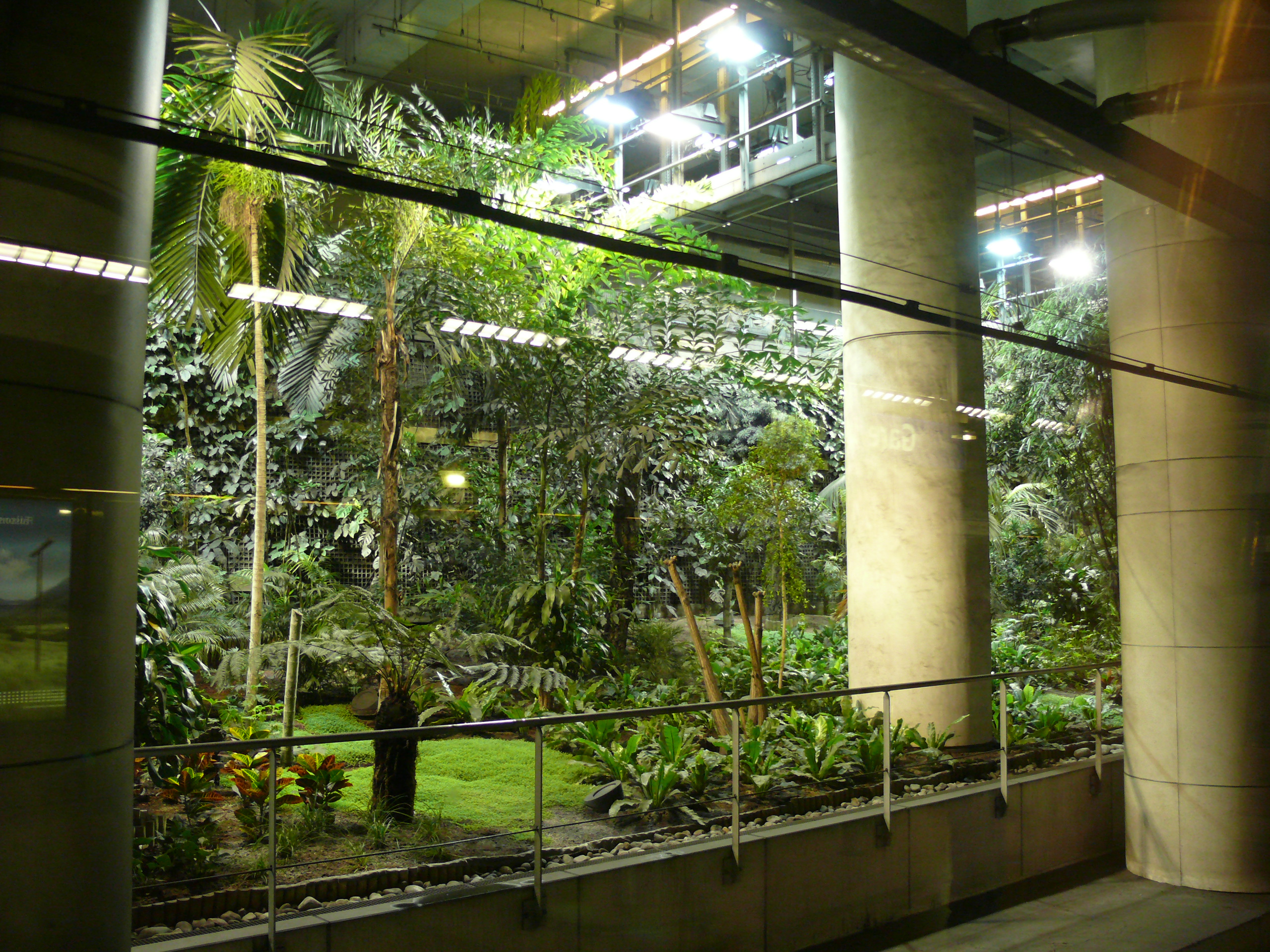
里昂车站的热带植物园

全線皆可無障礙通行。
| 中文站名              | 法文站名 | 轉乘路線                                                          | 所在地      |
| --------------------- | -------- | ----------------------------------------------------------------- | ----------- |
| 聖旺市政府            |          | (M) · 巴黎地鐵13號線                                              | 圣旺        |
| 聖旺站                |          | (RER) · (C)                                                       | 克利希 圣旺 |
| 克利希門              |          | (M) · 巴黎地鐵13號線 · (RER) · (C) · (T) · (3b)                   | 17区        |
| 卡迪内橋              |          | [T] · [R]                                                         | 17区        |
| 聖拉扎爾              |          | （聖奧古斯丁） （奧斯曼-聖拉扎爾） 法國城際列車、TER諾曼第        | 8區、9區    |
| 瑪德蓮                |          | (M) · (8) · (12)                                                  | 8區         |
| 金字塔                |          | (M) · (7)                                                         | 1區         |
| 沙特雷                |          | （沙特雷-大堂）                                                   | 1區、4區    |
| 里昂站                |          | TGV、Thello、TER勃艮第-弗朗什-孔泰                                | 12區        |
| 貝爾西                |          | 法國城際列車、TER勃艮第-弗朗什-孔泰（巴黎貝西-勃艮第-奧弗涅地區） | 12區        |
| 圣埃米利永庭院        |          |                                                                   | 12區        |
| 弗朗索瓦·密特朗圖書館 |          | （法蘭西大街，出站轉乘）                                          | 13區        |
| 奧林匹亞德            |          |                                                                   | 13區        |

### 车站设施与特色
14号线的车站建筑与空间尺寸(包括车站容积，走廊长度，转乘大厅等)全数以RER为参照标准，空间广阔，照明充足，设施现代化，地面也铺设明净的瓷砖，而非传统的沥青。
- 圣拉扎尔站建在一个竖井当中，上方出口为一个透明的圆形玻璃天窗，这样自然光可以透过车站通道照射到地下五层的月台。
- 马德莱娜站和金字塔站的照明光线在白天会随太阳光线的强弱变化而相应的变化。其中马德莱娜站还拥有俄罗斯文化风格的装饰，包括一大块彩色玻璃窗上的"下金蛋的母鸡"，还有40平米的面板上的俄罗斯历史象征符号等。另外，该站还有多个视频展示文化宣传。
- 里昂车站南面月台旁的玻璃橱窗里是一个热带植物园。另外，基于交通流量的考虑，该站拥有全线唯一的岛式月台设置，其餘车站均为侧式月台。
- 弗朗索瓦·密特朗图书馆站空间广阔，站厅的支撑圆柱高达15米，并且建有一个直径70米的半圆形大厅。

全线车站都设有自动售票机、咨询处、残障人士设施和升降机，以及特製的、可精确到秒的液晶屏列车即时资讯显示器。

## 使用车型与自动化

### 使用车型

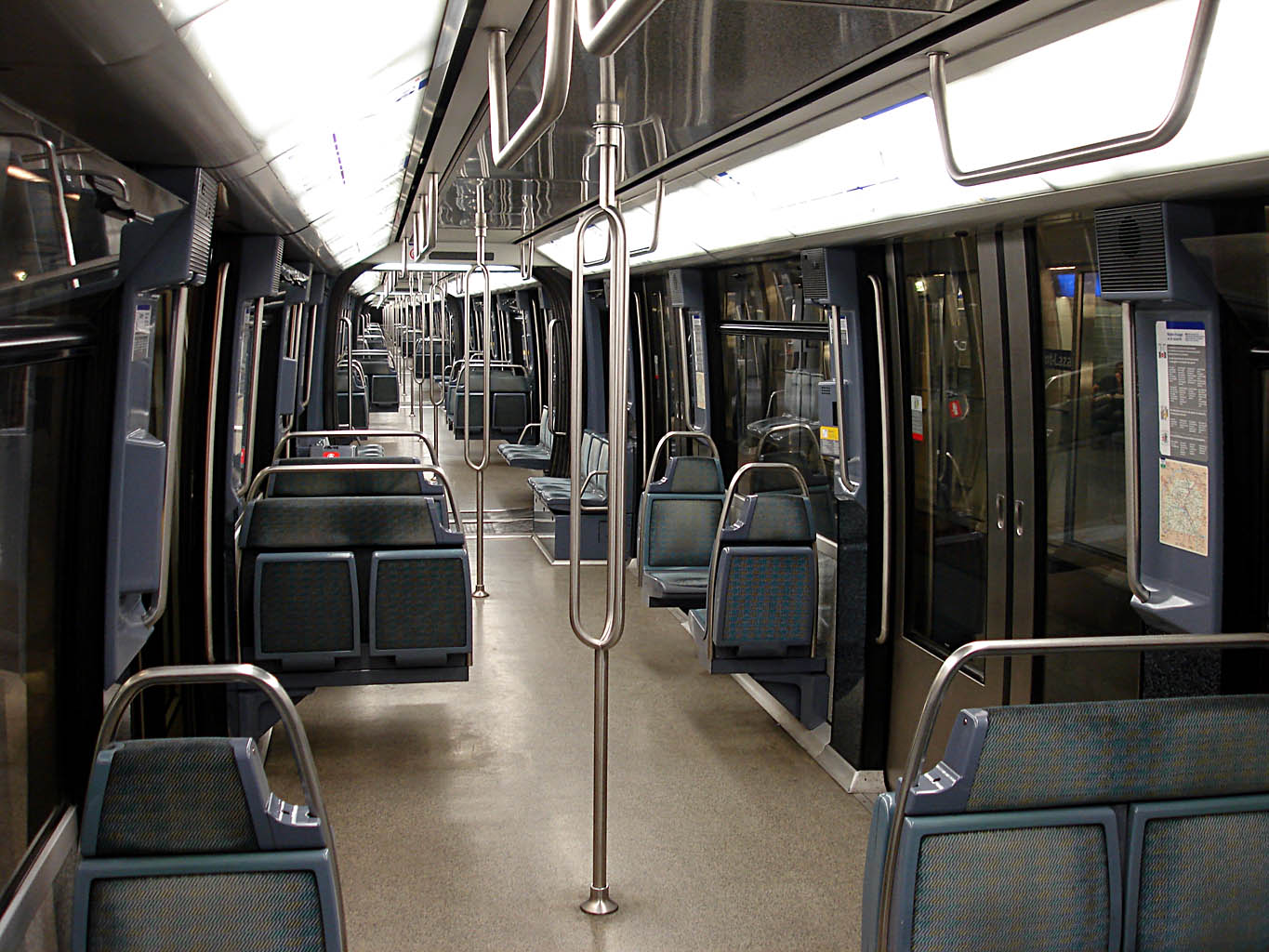
MP 89 CA列车内景

21辆6节一组的MP 89 CA列车在14号线运行，为无人驾驶列车。後來增購11列巴黎地鐵MP 05型列車，令全線列車增至32列。同期投入1号线的MP 89 CC列车则设有驾驶室。MP 89 CA列车内装有闭路监控攝影機，在当时的巴黎地铁中尚属首例，并保持这种唯一性直至稍后出厂的列车MF 01列车投放2号线为止。
全线车站月台长度都达120米，可以容纳8节编组的列车，但圣拉扎尔站仅有90米，其余的部分作为车库和掉头渡线。
2020年10月12日，第一列8节编组的巴黎地鐵MP 14型列車正式投入运营。

### 自动化

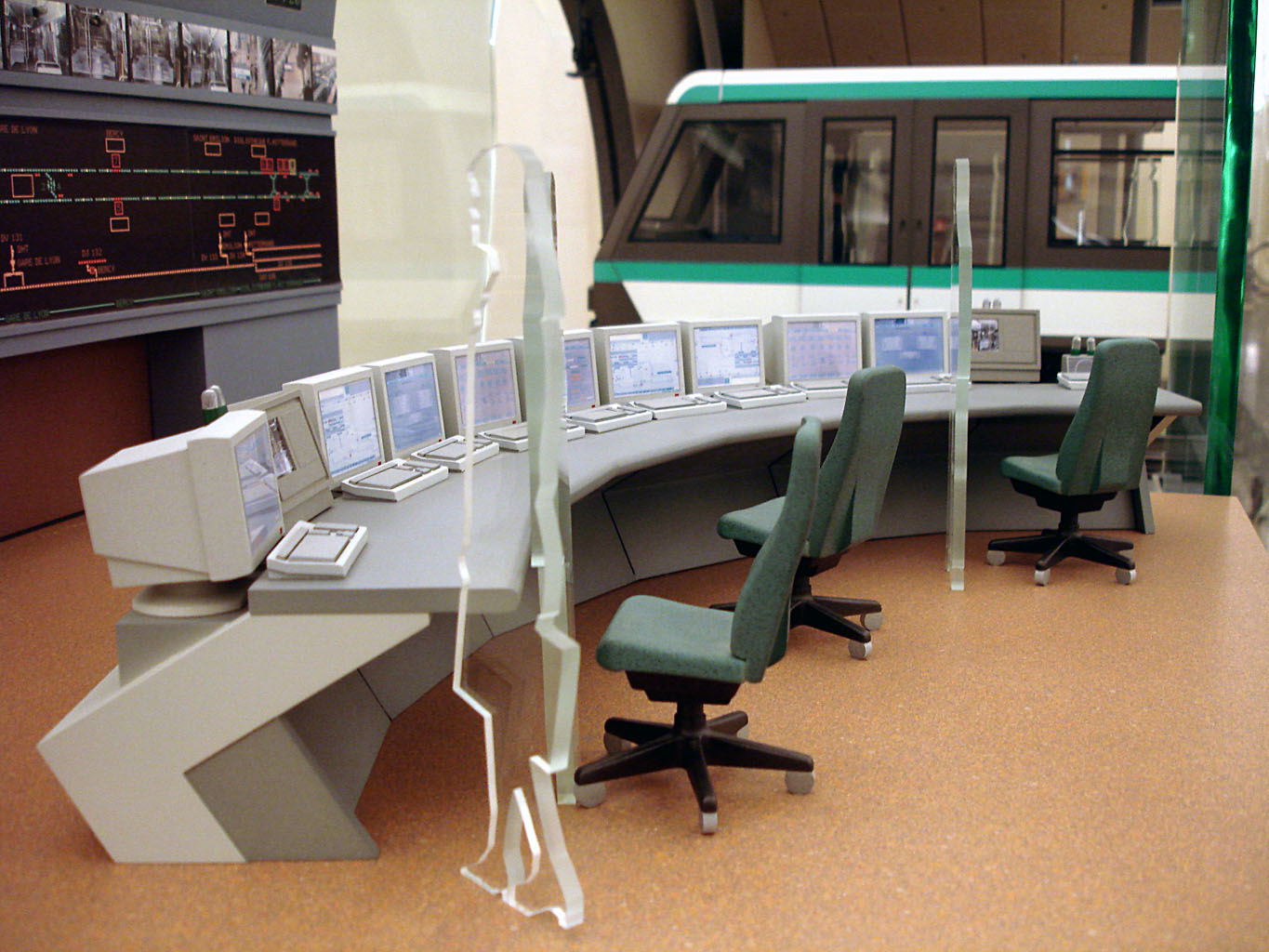
14号线的集中化控制驾驶系统模型

14号线是巴黎地铁中第一条全自动化的线路。自动领航由列车运行自动化系统(SAET)操控。
其中，DIGISAFE自动领航系统保证列车前行的安全，相关的数据处理由摩托罗拉 68020三处理器计算机和马特拉实时内核(MRTK)完成。而集中化控制驾驶系统则为线路资讯和调节提供保障，相关的数据处理由DEC Alpha工作站和Open VMS系统完成，并由西门子公司设计。
14号线的自动化可以使列车调度更加灵便，不会与其他舊有路線混杂。例如：
- 在班次延误或客流高峰时可以多插入一组列车运行
- 频率和运行车辆数根据高峰和非高峰时段自动调整
- 更稳当的乘车体验，乘客不会有加速和减速，起动和制动时的不适感
- 夜间回场和清晨上位的调度更加方便，夜间车辆可停在月台边
- 特殊任务执行，列车可自动不停靠相关车站，速度不变

另外，由于特殊的线路走向和站距，列车最高时速可达80公里，远高于其他地铁线，使14号线较其他线路来的高效。
14号线预装的月台幕门不仅可以防止乘客堕轨受伤或扒门阻挡列车运行，在高峰时段还会自动延长开门等待时间以防止客流阻塞。一旦关门受阻，顷刻之后门会重开。如果三次以上均无法正常关门，门将保持开启等待人工修复。

## 使用状况
14号线尽管开通时间短，但客流增长迅猛。从1998年到2004年，线路的年客流量从350万人增加到6400万人，增加幅度超过17倍。
| 年份              | 1998 | 1999 | 2000 | 2001 | 2002 | 2003 | 2004 |
| 客流量 （百万人） | 3,5  | 19,0 | 25,0 | 31,8 | 38,7 | 40,8 | 64,1 |

14号线有几个车站的客流量高于线上其他站点：
- 圣拉扎尔站3453万人
- 里昂车站1513万人（不包括1号线）
- 弗朗索瓦·密特朗图书馆站1335万人
- 沙特莱站1284万人

## 未来计划

延长后线路图

### 线路延伸

#### 北延段
在2007年之前的计划里，14号线将于2012年延伸至13号线的岔路口站，之后取代13号线的西北支線（相对于北部支線更短、车站更少、更现代、现代化改造成本更低），这样13号线就不必承受目前两个支線运作带来的弊病。
然而，STIF在2007年10月发表新的报告，主张将14号线先向北延长至13号线西北支線上的克利希门站，之后向东北拐向北部支線上的圣旺市政厅站，在2017年完成，同时在2016年4号线亦向北延长至彼处（由法兰西岛规划办，SDRIF，于2007年2月提出）。该项计划在2008年9月25日得到法兰西岛委员会认可，但此后却没了下文。

整合14号线的超级地铁网

该计划如果实现，将耗资8.9亿欧元，可以减轻13号线15%-20%的客流量。但此计划遭到了民众代表的反对，因为他们认为14号线的北延段只和13号线相交两个站，而13号线还要以两个支線运行下去，另外，新终点站的地底已经遭到严重污染，如果方案实施则还要追加额外费用。克利希市政厅官员则于2008年1月29日同意该方案，但要求增加一个中间站「百姓居站」(Maison du Peuple)以改善周边公共交通。
2009年4月8日，该计划获得STIF投票通过。延长的5.2公里路段可用8分钟走完，但该计划额外增加一个保留换乘站--罗马站，和2号线换乘。不过2010年7月，STIF又决定进行额外的研究，以确定北延段的第一个车站要选在罗马站还是国铁卡迪内桥站。
2009年4月，总统尼古拉·萨科齐提出大巴黎计划，并交付大都会发展部书记克里斯蒂安·布朗落实，计划将14号线整合进大巴黎快线(完全自动化)，并延长至戴高乐机场，但目前尚无任何确切细节，预计要到2017年之后才能上马。
卡迪内桥站、圣旺站与圣旺市政厅站将于2020年12月14日投入使用。克利希门站则将在2021年1月投用。

#### 南延段
最初计划将14号线延伸至巴黎国际大学城，但很快，1990年代的计划改为取代7号线的南部支線（维勒瑞夫），并延伸至奥利机场。
2007年经过讨论后，当局决定于2020年将14号线延长至7号线的支線交汇点—白楼站。SDRIF与法兰西岛委员会于2008年9月25日决定将此次延长改到2021-2027年之间进行。然而，延长至奥利机场的那一部分，将由路面电车7号线完成。而大巴黎计划中14号线南延线（同样延伸至奥利）的路段，将选在路面电车7号线的西部。
|  |   |  | 车站名                                                                                    | 所在地                              | 转乘路线  |
|  | - |  | ----------------------------------------------------------------------------------------- | ----------------------------------- | --------- |
|  | o |  | 白楼 Maison Blanche                                                                       | 13区                                | (M) · (7) |
|  | • |  | 比塞特尔医院-阿尔克伊-让蒂伊 Hôpital de Bicêtre - Arcueil - Gentilly - Le Kremlin-Bicêtre | 勒克雷姆兰-比塞特尔 让蒂伊 阿尔克伊 |           |
|  | • |  | 维勒瑞夫-古斯塔夫·鲁西研究院 Villejuif - Institut-Gustave-Roussy                          | 维勒瑞夫                            |           |
|  | • |  | 维勒瑞夫-舍维伊拉吕 Villejuif - Chevilly-Larue                                            | 维勒瑞夫 舍维伊拉吕 拉伊萊羅斯      |           |
|  | o |  | 美棘-蒂艾 Belle Épine - Thiais - MIN                                                      | 舍维伊拉吕 蒂艾                     | TVM       |
|  | o |  | 兰日斯兄弟 Silic - La Fraternelle 或 兰日斯桥-奥利机场 Pont de Rungis                     | 兰日斯                              | 或        |
|  | o |  | 奥利机场 Aéroport d'Orly                                                                  | 帕赖维埃耶波斯特                    | Orlyval   |

## 周边主要旅游景点
- 玛达肋纳堂
- 巴黎大堂
- 巴黎貝爾西體育館
- 弗朗索瓦·密特朗图书馆
- 巴黎亚洲人区

另外，14号线的无人驾驶性质可以让乘客站在车头窗玻璃前，看着列车在隧道内飞驰，仿佛过一回「驾驶员」的瘾。而在万圣节，会有一辆特殊的列车（灯光变暗，人工驾驶）载着许多儿童，在线上往返不停，让孩子们在这样一种特别的气氛中欢度佳节。还有，每年的白夜，14号线将通宵不间断行驶。